# Phthonosema corearia
Phthonosema corearia là một loài bướm đêm trong họ Geometridae.